# Фатима Блаш
Фатима Блаш (енгл. Fatima Blush) је оперативац СПЕКТРЕ у филму „Никад не реци никад“ из серијала о Џејмсу Бонду.